# Jeff Koons
Jeff Koons (n. 21 ianuarie 1955) este un artist conceptual american, cunoscut pentru reproducerile la scară largă a unor obiecte banale, cum ar fi animalele din baloane. Caracteristica principală a manierei în care acest artist lucrează este utilizarea unei cromatici pure, intense și materialele folosite în lucrările sale, de cele mai multe ori de factură neconvențională. Unii critici observă în arta acestuia elemente specifice de kitsch și o atitudine comercială de factură cinică. Artistul recunoaște că nu există semnificații ascunse în operele sale.

## Biografie
Jeff Koons s-a născut în York, Pennsylvania. În adolescență, a fost fascinat de Salvador Dali. Jeff Koons a urmat cursurile Institutului de Artă din Chicago și ale Colegiului de Artă din Maryland.
După facultate, Koons a lucrat ca broker pe Wall Street. A dobândit recunoaștere în anii 1980, după care a înființat un atelier-fabrică în Soho, New York. A condus o echipă de peste 30 de angajați, fiecare dintre ei fiind responsabil pentru anumite aspecte ale operei sale (o legătură clară cu Fabrica lui Andy Warhol).
În prezent, artistul este președintele Jeff Koons LLC, o corporație cu sediul la New York, care are 135 de angajați. De fapt, aceasta este o fabrică pentru producția de obiecte de artă contemporană - Koons creează imagini și modele pe calculator, iar echipa lucrează la implementarea lor în material.

## Lucrările sale
Opera lui Koons este clasificată drept neo-pop sau post-pop, tendințe care au apărut în anii '80 ca reacție la conceptualism și minimalism.
Primele lucrări ale lui Koons au fost sculpturi conceptuale, una dintre cele mai faimoase fiind Three Balls 50/50 Tank, 1985, care consta în trei mingi de baschet care pluteau în apă ce umplea până la jumătate un recipient transparent.
În anii 1990, Jeff Koons a creat o serie de sculpturi uriașe din oțel care imitau jucării realizate din baloane alungite. Joaca cu astfel de baloane, după cum a declarat Koons, l-a impresionat în copilărie. Seria "Banalitate" a culminat cu crearea unei sculpturi aurite în mărime naturală a lui Michael Jackson ("Michael Jackson and Bubbles") în 1988. Trei ani mai târziu, aceasta a fost vândută la Sotheby's din New York pentru mai mult de cinci milioane de dolari.